# Deuteronomos pallida
Deuteronomos pallida là một loài bướm đêm trong họ Geometridae.